# Arthur Bouchard
Pour les articles homonymes, voir Bouchard.
Arthur Bouchard, né le 4 janvier 1845 à la Rivière-Ouelle (Canada) et décédé le 12 septembre 1896 à Port-d'Espagne (Trinidad), est un prêtre catholique canadien et un missionnaire de l'Afrique centrale et des Antilles. 
Né à la Rivière-Ouelle, comté de Kamouraska, le 4 janvier 1845, de Mathieu Bouchard, forgeron, et de Félicité Lebel, il fait ses études à Londres, en Angleterre, et en Italie, à Vérone, où il est ordonné prêtre par le cardinal-évêque Luigi di Canossa le 11 août 1878. 
Étudiant la langue arabe au Caire, en Égypte, en 1878-1879, il est supérieur de la mission de Khartoum dans le Soudan en Afrique (1879-1881). En 1881-1882, il part en mission officielle en Italie et en France pour le Soudan. De 1882 à 1884, il fait une quête au Canada pour sa mission d'Afrique.
Aumônier du corps expéditionnaire des Canadiens au Soudan en 1884-1885, il est vicaire à Sainte-Julie-de-Laurierville en 1885, avec desserte de Notre-Dame-de-Lourdes-de-Mégantic. Il est ensuite nommé curé de Beaumont de 1885 à 1888. 
Il se rend sur l'île de la Trinité, dans les Antilles, et se retire à Port-d'Espagne en 1888 et devint curé de San Juan (1888), de Couva 1888-1889, de Saint-Pierre-Baptiste au Canada (1889-1891). En 1891 et 1892, il œuvre en tant que Père du Saint-Sacrement à Bruxelles, en Belgique. 
Retiré à Paris, en France, en 1892 et 1893, il est curé à Québec dans la paroisse de Notre-Dame-de-la-Garde de 1893 à 1895, où il a reconstruit le presbytère en 1895 ; encore sur l'île de la Trinidad, il se retira à nouveau à Port-d'Espagne en 1895-1896 et occupa la cure de Carenage. Il est décédé à Port-d'Espagne le 12 septembre 1896 à l'âge de 51 ans.

## Sources bibliographiques
- Jean-Baptiste-Arthur Allaire, Dictionnaire biographique du clergé canadien-français, Montréal, Imprimerie de l'École catholique des sourds-muets, 1908-1934